# وسام توماس هانت مورغان
وسام توماس هانت مورغان (بالإنجليزية: Thomas Hunt Morgan Medal)‏ هو وسام تمنحه جمعية علم الوراثة في أمريكا مدى الحياة لمساهمات الشخص في مجال علم الوراثة. سُميت الميدالية على اسم توماس هانت مورغان، الفائز بجائزة نوبل عام 1933، والذي حصل على هذه الجائزة لعمله على دروسوفيلا (ذبابة الفاكهة) و «اكتشافاته المتعلقة بالدور الذي يلعبه الكروموسوم في الوراثة». اعترف مورغان أن ذبابة الفاكهة، التي يمكن أن تولد بسرعة وبتكلفة زهيدة، لديها كميات كبيرة من النسل ودورة حياة قصيرة، من شأنها أن تكون كائن ممتاز للدراسات الوراثية. وقد وفرت دراساته معلومات عن طفرة العين البيضاء واكتشاف نمط الوراثة المرتبط بالجنس كأول دليل تجريبي على أن الكروموسومات هي الناقل للمعلومات الوراثية. وأدت الدراسات اللاحقة في مختبره إلى اكتشاف إعادة التركيب وأول الخرائط الجينية.
أنشأت جمعية علم الوراثة في أمريكا في عام 1981 وسام توماس هانت مورغان للإجازات مدى الحياة لتكريم هذا العالم الذي كان من بين أولئك الذين وضعوا الأساس لعلم الوراثة الحديثة.

## الحائزين على الوسام
- 1981 باربرا مكلينتوك الحائزة على جائزة نوبل في الطب أو علم وظائف الأعضاء.
- 1982 سيوال رايت
- 1983 إدوارد لويس الحائز على جائزة نوبل في الطب أو علم وظائف الأعضاء.
- 1984 جورج بيدل الحائز على جائزة نوبل في الطب أو علم وظائف الأعضاء.
- 1985 هيرشيل رومان
- 1986 سيمور بنزر
- 1987 جيمس كرو
- 1988 نورمان جايلز
- 1989 دان ليندسلي
- 1990 تشارلز يانوفسكي
- 1991 ارمين ديل كايزر
- 1992 إدوارد سو الابن[3]
- 1993 راي أوين
- 1994 ديفيد بيركنز
- 1995 ماتيو ميسلسون[4]
- 1996 فرانكلين ستاهل[5]
- 1997 أوليفر نيلسون[6]
- 1998 نورمان هورويتز
- 1999 سالوم ويلش[7]
- 2000 إيفيلين ويتكن[8]
- 2001 ياسوجي أوشيما[9]
- 2002 إيرا هيرسكويتز
- 2003 ديفيد هوجنيس[10]
- 2004 بروس إيميس[11]
- 2005 روبرت ميتزنبرج[12]
- 2006 ماساتوشي نيي[13]
- 2007 أوليفر سميثيز الحائز على جائزة نوبل في الطب أو علم وظائف الأعضاء.[14]
- 2008 مايكل أشبورنر[15]
- 2009 جون روث
- 2010 الكسندر تزاغولوف
- 2011 جيمس هابر
- 2012 كاثرين أندرسن[16]
- 2013 توماس بيتس[17]
- 2014 فريدريك أوسوبيل
- 2015 بريان تشارلزورث
- 2016 نانسي كليكنر
- 2017 ريتشارد ليوينتين